# Oakland (Tennessee)
Pour les articles homonymes, voir Oakland.
Oakland est une municipalité américaine située dans le comté de Fayette au Tennessee. Lors du recensement de 2010, sa population est de 6 623 habitants.

## Géographie
Oakland est située dans l'est de l'agglomération de Memphis.
Selon le Bureau du recensement des États-Unis, la municipalité s'étend en 2010 sur une superficie de 10,29 milles carrés (26,65 km2).

## Histoire
La ville est fondée en 1830 par James A Hunter, sur la route entre Memphis et Raleigh. Un bureau de poste y ouvre l'année suivante et Oakland devient une municipalité le 1er février 1919.

## Démographie
La population d'Oakland est estimée à 7 690 habitants au 1er juillet 2016.
Le revenu par habitant était en moyenne de 32 842 dollars par an entre 2012 et 2016, supérieur à la moyenne du Tennessee (26 019 dollars) et à la moyenne nationale (29 829 dollars). Sur cette même période, 6,8 % des habitants d'Oakland vivaient sous le seuil de pauvreté (contre 15,8 % dans l'État et 12,7 % à l'échelle des États-Unis).